# جوسلین مورهوس
جوسلین دنیس مورهوس (به انگلیسی: Jocelyn Denise Moorhouse) (زاده ۴ سپتامبر ۱۹۶۰ در ملبورن، ویکتوریا) کارگردان و فیلم‌نامه‌نویس اهل استرالیا است. او با کارگردان استرالیایی، پی. جی. هوگان ازدواج کرد و به‌عنوان تهیه‌کننده در فیلم عروسی موریل، که او کارگردانی‌اش را برعهده داشت، حضور پیدا کرد.